# Сизифов теридион
Сизифов теридион (лат. Phylloneta sisyphia) — вид аранеоморфных пауков из семейства пауков-тенётников (Theridiidae). Размер тела составляет 3—4 мм.

## Распространение и образ жизни
Сизифов теридион — обычный для Европы вид. Распространён на всей европейской части бывшего СССР. Эти пауки строят ловчие сети в высокой траве, в кустарниках и на ветвях деревьев. Сеть паука представляет собой неправильную структуру из пересекающихся нитей. В роли жертв выступают мелкие двукрылые и другие насекомые.

## Забота о потомстве
Самка помещает яйца в паутинный яйцевой кокон, окрашенный в зелёный цвет. В дальнейшем она охраняет кокон, перенося его с собой. После вылупления вскармливает молодь: сперва — отрыгивая переваренную пищу, по мере роста потомства — делясь добычей. Самка умирает до того, как молодь покидает «гнездо», и её тело также используется в пищу. Сложное поведение, связанное с заботой о потомстве, нашло отражение в английском названии вида — англ. mothercare spider.